# Jul Nenshati
Jul Nenshati (ur. 16 września 1961 w Szkodrze) – albański aktor. 

## Życiorys
W 1985 ukończył studia na wydziale aktorskim Instytutu Sztuk w Tiranie i rozpoczął pracę w Teatrze Migjeni w Szkodrze. 
W filmie albańskim zadebiutował w 1983 rolą Caniego w obrazie Fundi i nje gjakmarrjeje. Zagrał jeszcze w 6 filmach fabularnych, w większości role drugoplanowe. Od lat 90. XX wieku mieszka w Bostonie.

## Role filmowe
- 1983: Fundi i nje gjakmarrjeje jako Cani
- 1985: Dasma e shtyrë jako Deda
- 1986: Kur ndahesh nga shokët jako Namik
- 1988: Ariana jako Fatmir
- 1988: Bregu i ashpër jako Niku
- 1989: Unë e dua Erën jako narzeczony Ery
- 1990: Balada e Kurbinit